# Affidavit
Ett affidavit[uttal saknas] är en skriftlig utsaga i rättslig angelägenhet. Den betraktas som ett vittnesmål och äger rum under ed, ofta inför notarius publicus.

## Etymologi
Ursprunget till ordet "affidavit" är medeltidslatinets "han eller hon har yttrat under ed".